# 贝克德尔测验

漫画《Dykes to Watch Out For》中的一个角色解释了三条辨别标准，它们日后成为了贝克德尔测验的规则。

贝克德尔测验（英語：Bechdel test）是一个致力于使性别不平等引起关注的简短测验，展示了女性在电影作品中因性别歧视而缺乏代表的现象。该测验源自艾莉森·贝克德尔的报纸连环漫画。在1985年发表的中，一个未命名的女性角色说她只看满足以下三个条件的电影：
| 1. 片中至少有两个有名字的女性角色， 2. 她们互相交谈过， 3. 谈话的内容与男性无关。 | 1. The movie has to have at least two named women in it, 2. who talk to each other, 3. about something besides a man. |

该测验是一种评判电影中女性角色代表程度的简易方法，估量这些角色是否得到了充分发展。《衛報》的作者写道：“未能通过这个简单测验的热门影片数量令人惊讶。它展现了女性复杂而有趣的生活在电影业界如此缺乏代表，或是根本不存在。我们的生命中有工作，有创造性的项目，有友情，有奋斗，还有很多其他引人入胜的事情……所以，好莱坞，开始写它们吧！”

## 歷史

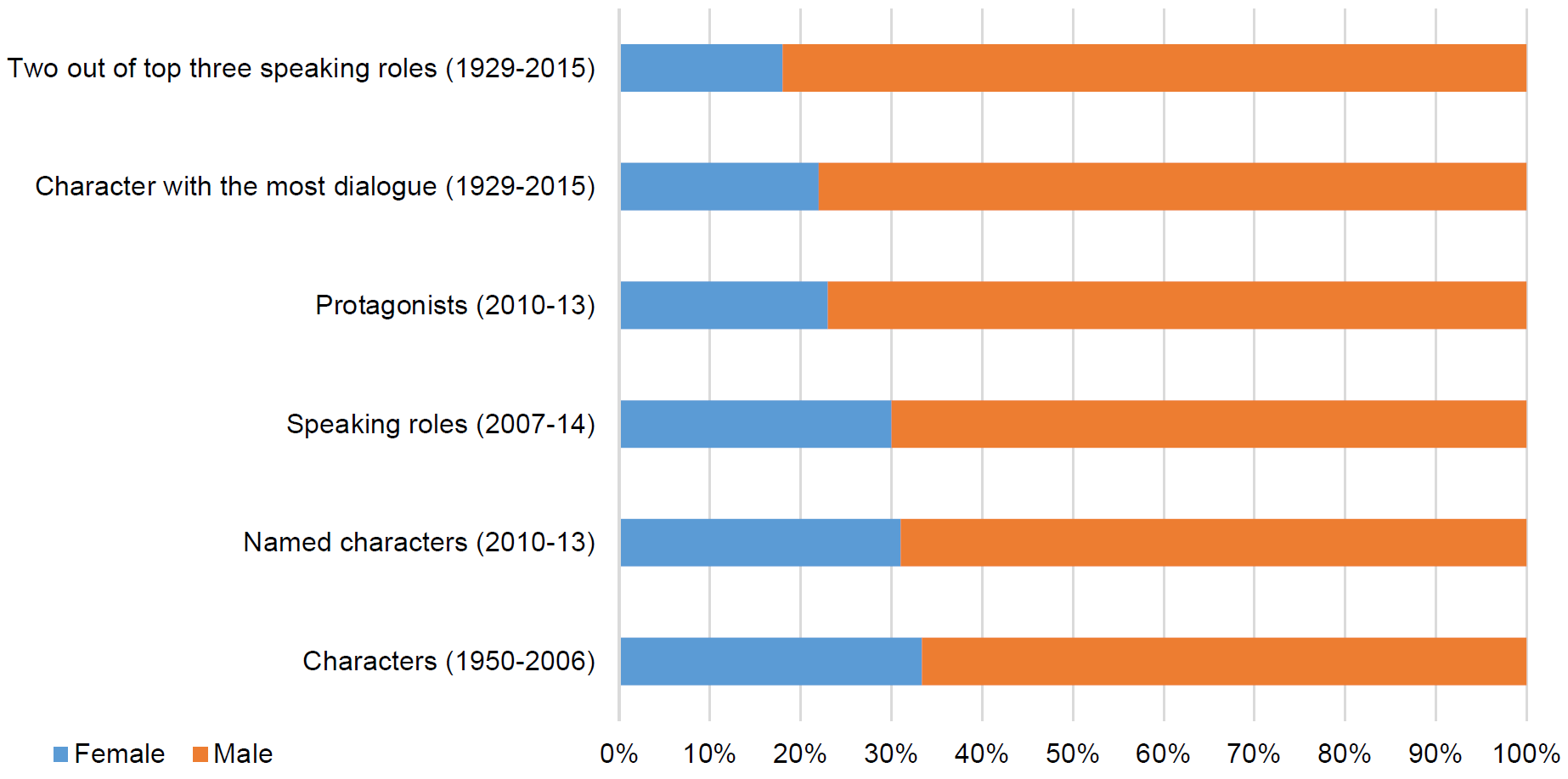
该图显示了四项研究的结果

維吉尼亞．吳爾芙在她1929年的文章《自己的房間》裡提及自己在当时的文学作品中觀察到的现象，这一现象在日后成为貝克德尔测验关注的焦点：
|  | 快速回想起那些能占满一个壮观画廊的虚构女性，我认为她们之间的关系太过简单了。……我试图从自己的阅读经历中举出一个‘两位女性是朋友’的例子。……她们有时是母亲，有时是女儿。但几乎无一例外的是，她们的身份是由和男性的关系展现的。 |

一项针对电影中性别描绘的研究分析了1950年至2006年间855部商业上最成功的美国电影，发现每部影片中平均两位男性角色对应一位女性角色，这一比例长久以来一直保持稳定。而女性角色涉及性爱情节的频率相比男性角色高出一倍，她们出现在露骨性爱场景的比例随时间推移增加。根据吉娜·戴维斯“媒体中的性别”机构（Geena Davis Institute on Gender in Media）2014年的调查，全球2010年至2013年发行的120部电影中，有姓名的角色中仅有31%为女性，只有23%的影片以女性角色为主人公，女性导演仅占7%。
贝克德尔将这个测验的想法归功于她的朋友莉兹·华莱士（Liz Wallace），她日后写到自己相当确定华莱士是受到維吉尼亞·吳爾芙的文章《自己的房間》的启发。据贝克德尔说，该测验的本意是“女权主义报纸上的一点女同性恋小笑话”，它在2010年代进入了主流评论界，被称为“女权主义评论家评判电视、电影、书籍和其它媒体的标准”。2013年，一份网络报纸称该测验成为了“几乎家喻户晓的用语，简捷地判断一部影片是否对女性友好”。一些主流好莱坞电影（如《环太平洋》）未能通过测验引起了媒体的关注。有记者指出，这一测验依旧能引发大众共鸣是因为“它明确有力地指出了流行文化中缺少的东西：不是银幕上女性的数量，而是她们故事的深度，她们关心的事物的范围”。2013年，四家瑞典影院和斯堪的纳维亚电视频道维亚萨特（Viasat Film）把贝克德尔测验整合进它们的评分系统，这一行动由瑞典电影学院支持。

## 通过率
网站是一个由用户编辑的数据库，包含了4500部电影，按是否通过测验来分类，用来衡量的女性角色必须有名字。截至2015年4月，网站列出的电影中有58%满足了全部三个条件，10%满足了两个，22%满足了一个，还有10%的影片一个都没满足。《娱乐周刊》记者马克·哈里斯（Mark Harris）表示，2009年奥斯卡最佳影片奖的提名作品中有一半难以通过测验。新闻网站在分析了2013年票房最高的电影后，得出结论为大约一半影片能通过测验。
英国科幻小说家查尔斯·斯特罗斯指出，许多电影能通过测验只是因为其中的女性角色交谈的内容是婚姻和孩子（而不是条件中的男人）。而部分和女性相关，或针对女性观众，或突出重要女性角色的作品没有通过测验。有四位女主角的美剧《欲望城市》没能通过测验，女主角之一在剧中自嘲道：“四个那么聪明的女人怎么除了男友就没别的话题可谈了呢？就像有银行账户的七年级学生！”
贝克德尔测试还被用于电子游戏、漫画等领域。

## 局限和批评
贝克德尔测验只能在一定程度上展现女性在虚构作品中的代表程度，一部通过测验的作品可能依旧包含性别歧视的内容，而具有突出女性角色的作品却可能通不过测验。作品未能通过测验的原因可能与性别偏见无关，例如它的设定背景导致女性角色的缺乏（如1981年影片《從海底出擊》的故事发生在二战时的一艘潜艇里）。基于上述原因，《每日电讯报》影评人罗比·科林（Robbie Collin）批评了该测验，说“数据储藏和清单勾画盖过了分析和欣赏”。作者沃特·哈克尼（Walt Hickey）指出，这个测验无法测出一部电影是否为性别平等方面的典范，通过它也无法确保剧本的质量、女性角色的深度和重要性。然而，他写道：“这是电影领域里现有的最佳性别平等测验——也许更重要的是……这是唯一一个我们拥有数据的测验。”
妮娜·鲍尔（Nina Power）写道，贝克德尔测验引发了关于虚构作品是否有责任呈现女性（或其他群体）的问题，以及是否在对女性的呈现中秉承“现实主义”的问题。她也指出，现实世界是否能通过测验还不得而知，而虚构作品对现实能产生何种影响还有待思量。

## 衍生测验
贝克德尔测验启发了一系列其他类似测验。美国媒体非政府组织于2013年引入了“罗素测验”（Russo test），致力于分析电影对群体的呈现。芬克拜纳测验帮助记者规避针对科学领域中的女性的偏见。森真子测验（Mako Mori test）得名于《环太平洋》女主角名字，由影迷提出，该影片續集未通过贝克德尔测验（因為森真子在續集的前幾分鐘便死亡）。
Node包管理器的首席技术官提出将贝克德尔测验应用到软件领域，如果程序中女程序员写的一段函数调用另一女程序员写的函数，那它能通过测试。该测验在美国政府服务代理18F用其分析他们的软件后得到了媒体关注 。

## 译注
1. ↑  原文：
2. ↑  原文：
3. ↑  原文：
4. ↑  原文：